# Чергалинский сельсовет
Чергали́нский сельсове́т — упразднённое сельское поселение в Ромненском районе Амурской области.
Административный центр — село Чергали.
Законом от 22 мая 2020 года № 529-ОЗ упразднён в результате преобразования района в муниципальный округ.

## История
29 ноября 2004 года в соответствии Законом Амурской области № 382-ОЗ муниципальное образование наделено статусом сельского поселения. 
Законом Амурской области от 30 июня 2008 года № 76-ОЗ был упразднён Смоляновский сельсовет, влитый в Чергалинский сельсовет.

## Население
| 2002 | 2010 | 2011 | 2012 | 2013 | 2014 | 2015 |
| ---- | ---- | ---- | ---- | ---- | ---- | ---- |
| 692  | ↗716 | ↘712 | ↘680 | ↘678 | ↘665 | ↘652 |
| 2016 | 2017 | 2018 |      |      |      |      |
| ↘635 | ↘619 | ↘599 |      |      |      |      |

## Состав сельского поселения
| № | Населённый пункт | Тип населённого пункта       | Население |
| - | ---------------- | ---------------------------- | --------- |
| 1 | Братолюбовка     | село                         | ↘102      |
| 2 | Придорожное      | село                         | →42       |
| 3 | Райгородка       | село                         | ↘25       |
| 4 | Смоляное         | село                         | ↘124      |
| 5 | Хохлатское       | село                         | ↘36       |
| 6 | Чергали          | село, административный центр | ↘270      |